# Gregory Rogers (Schwimmer)
Gregory Francis „Greg“ Rogers (* 14. August 1948 in Sydney) ist ein ehemaliger australischer Schwimmer. Er gewann bei den Olympischen Spielen 1968 in Mexiko-Stadt Silber mit der 4-mal-200-Meter-Freistilstaffel der Australier und Bronze mit der 4-mal-100-Meter-Freistilstaffel. Bei den Commonwealth Games 1970 gewann er zwei Goldmedaillen. 

## Sportliche Karriere
Bei den Olympischen Spielen in Mexiko-Stadt trat Rogers in vier Disziplinen an. Zum Auftakt gewann die australische 4-mal-100-Meter-Freistilstaffel mit Gregory Rogers, Robert Cusack, Robert Windle und Michael Wenden die Bronzemedaille hinter den Staffeln aus den Vereinigten Staaten und aus der Sowjetunion. Tags darauf erreichte Rogers das Halbfinale über 100 Meter Freistil, konnte sich aber als 13. nicht für das Finale qualifizieren. Die nächste Entscheidung war die 4-mal-200-Meter-Freistilstaffel, die Staffel aus den Vereinigten Staaten gewann mit 1,4 Sekunden Vorsprung vor der australischen Staffel mit Gregory Rogers, Graham White, Robert Windle und Michael Wenden. Im Wettbewerb über 400 Meter Freistil verpasste Rogers als Neunter der Vorläufe das Finale knapp.
Bei den British Commonwealth Games 1970 in Edinburgh stand außer Gregory Rogers auch sein jüngerer Bruder Neil Rogers im australischen Aufgebot. Gregory Rogers gewann zwei Goldmedaillen mit den beiden Freistilstaffeln. Über 100 Meter Freistil war er Zweiter hinter Michael Wenden und über 200 Meter Freistil erschwamm er Bronze hinter Michael Wenden und dem Kanadier Ralph Hutton.
1972 bei den Olympischen Spielen in München trat Rogers in zwei Disziplinen an. Er verpasste das Finale mit der 4-mal-100-Meter-Freistilstaffel als Zehnte der Qualifikation. Über 100 Meter Freistil erreichte er das Halbfinale und belegte den 15. Platz.
Gregory Rogers und sein Bruder Neil gewannen insgesamt 35 australische Meistertitel und waren damit das erfolgreichste Geschwisterpaar in der Geschichte des australischen Schwimmsports.